# Place Bossuet
La place Bossuet est une place du centre-ville de Dijon.

## Situation et accès
La place Bossuet correspond à un élargissement de la voie entre la rue Monge et la rue Bossuet. Située dans le secteur sauvegardé du centre-ville de Dijon, elle est entourée essentiellement d’hôtels particuliers :
Côté est :
- Hôtel Catin de Richemont au no 13, maison à colombages du XVe siècle, qui abrite le siège social de la maison Mulot et Petitjean, la plus ancienne fabrique et boutique de pain d'épices de Dijon, fondée en 1796.
- Hôtel Guyton de Morveau.
- Hôtel de Migieu aux no 19 et 21.
- Hôtel Perreney-de-Baleure au no 23.
- Hôtel Brûlart au no 27.

Côté ouest :
- Hôtel de Lux aux numéros 10, 12, 14 et 16.
- Hôtel Févret de Saint-Mesmin au no 8, le plus imposant, appelé aussi hôtel de Brosses ou hôtel d'Orange.

L'église Saint-Jean de Dijon, qui abrite le Théâtre Dijon-Bourgogne, délimite la place côté sud à partir de la rue Brûlart. Contre son chevet se dresse une statue de l'évêque de Meaux et écrivain Jacques-Bénigne Bossuet (1627-1704), sculptée en 1904 par Paul Gasq et Mathurin Moreau. La maison natale de Bossuet est sise à côté au no 18, à l'angle de la rue Danton. C'est à l'église Saint-Jean que Bossuet a été baptisé.

## Historique

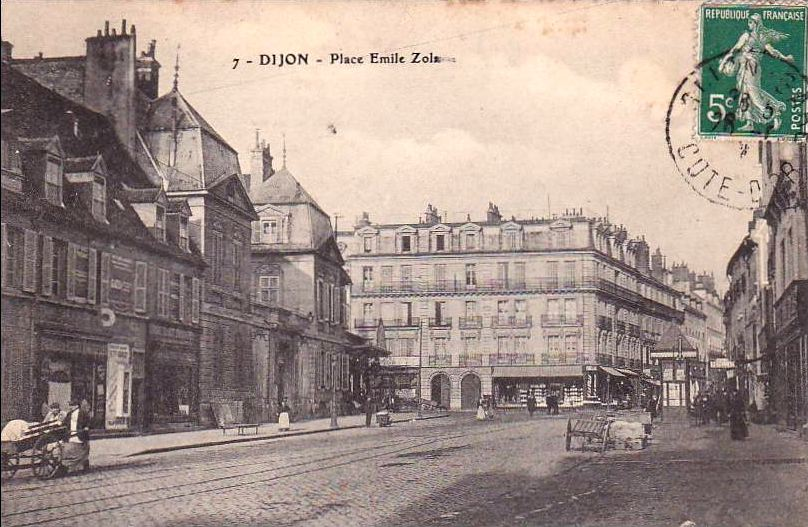
La place Bossuet, alors nommée place Émile-Zola, au début du XXe siècle. Sur le côté gauche, l'Hôtel de Lux et l'Hôtel Févret de Saint-Mesmin.

Ancienne « place Saint-Jean » puis « place Émile-Zola », elle fut longtemps un lieu très vivant où se déroulaient des marchés et des départs de diligence.
Situé à l'extérieur du castrum, première enceinte de Dijon, la place fait partie, jusqu'à la construction de l'enceinte commune entre la fin du XIIe et le milieu du XIVe siècle d'un "bourg Saint Bénigne", cité à plusieurs reprises de la fin du IXe à la fin du XIe siècle. La recherche archéologique révèle à l'occasion de fouilles des usages du lieu mélant à travers le temps celui de nécropole dans l'antiquité tardive et jusqu'au XIVe siècle, mais aussi celui de centre artisanal, avec la présence d'ateliers artisanaux, vraisemblablement abandonné à la fin du XIe siècle pour faire place au champs de foire médiéval qui dessina les contours de la place actuelle.

### Place Saint-Jean
Du nom de l'église attenante, la place prolongeait alors la rue Saint-Jean (actuelle rue Monge, qui allait jusqu'à la porte d'Ouche, en direction de l'hôpital général et du faubourg Raines). C'est ici que se tenait au Moyen Âge et jusqu'en 1688 l'Estape, le marché au vin au détail ou en gros, qui permettait notamment aux producteurs extérieurs à la ville de pouvoir écouler leur vin à Dijon.

### De la place Émile-Zola à la place Bossuet
En 1904, la nouvelle municipalité socialiste du maire Henri Barabant entreprend dans un mouvement anticlérical de renommer les rues et places portant le nom de saints. La place Saint-Jean est ainsi rebaptisée du nom de l'écrivain naturaliste Émile Zola mort deux ans plus tôt et sur l'église, on installe, pour souligner ce changement, une plaque portant l'inscription suivante : "Place Émile-Zola, Grand Romancier Français aux Idées Matérialistes". L'opposition est vive et multiplie les écrits contre l'écrivain dans un contexte toujours marqué par l'affaire Dreyfus. En 1921, à une époque d'apaisement des tensions religieuses après l'épreuve de la Grande Guerre, la municipalité de Gaston Gérard fait installer au chevet de l'église Saint-Jean, à quelques mètres de sa maison natale, une statue de Bossuet et donne par la même occasion à la place le nom de Bossuet.
La rue Bossuet, qui devait reprendre le nom de l'écrivain garde son nom par la même opposition des riverains et c'est finalement la place du Morimont, quelques dizaines de mètres plus loin qui est rebaptisée pour devenir l'actuelle place Émile Zola.

## Archéologie
D'importantes fouilles archéologiques sont menées de février à juillet 2024, à l'occasion de travaux de requalification de la place Bossuet. Elle mettent à jour plusieurs éléments permettant de reconstituer le visage du lieu aux alentours de l'an mille.
À l'extrémité Sud de la place, des fondations du chevet de l'église, détruit en 1809 pour permettre l'aménagement de la place, permettent de reconstituer différents états de cette construction du sixième siècle au XVe siècle, date des dernières constructions détruites en 1809. Ces fouilles permettent également de mettre à jour une nouvelle extrémité de la nécropole qui s'étendait entre l'emplacement des églises Saint-Jean et Saint-Bénigne. Un grand nombre d’ossements, principalement d’enfants, datés entre le XIe et le XIIIe siècle, ont été mis au jour lors des fouilles. À l’est de l'église, un ensemble de sarcophages datant du IVe au VIIIe siècle a également été découvert.
En remontant la place, les archéologues révèlent une rue empierrée bordée d'ensembles comportant des fosses, des trous de piquets (indiquant des constructions en bois) mais aussi un certain nombre de foyers de différentes tailles évoquant des ateliers artisanaux. Les lieux semblent avoir été abandonnées aux plus tard vers l'an 1100.

## Légende
La "maison sans toit", située au no 15 est le lieu d'une légende urbaine rapportée successivement par Marcel Racle en 1882 et Michel-Hilaire Clément-Janin en 1890 :

« C’était en ?… Un pâtissier, selon d’autres un charcutier, habitait place Saint-Jean. Il jouissait, surtout pour ses pâtés, d’un immense renom. Sa manière de les faire était du reste originale à ce qu’il parait. Il entrainait chez lui de tout jeunes enfants, les coupait en fins morceaux puis les mettait ainsi dans ses pâtés. […] Une fois, notre homme se trompa. Il oublia de hacher menu le doigt d’un enfant. Le pâtissier fut accusé, mais l’enquête qui s’ensuivit n’aboutissait à rien. Un perruquier vint faire sa déposition « Les enfants, dit-il, entrent dans cette maison et n’en ressortent pas ». Le pâtissier fut condamné et sa maison place Saint Jean fut rasée […] »

— Marcel Racle, La Maison maudite à Dijon
La maison du pâtissier ou charcutier, dénommé Jean Carquelin ou Craquelin aurait ainsi été reconstruite sans toit pour marquer l'infamie. Dans son récit, Marcel racle cite déjà un archiviste qu'il a consulté, soulignant le caractère légendaire de l'histoire : "C'est un conte forgé par des ivrognes et colporté par de vieilles femmes !". La Commission des antiquités de la Côte-d'Or rapporte ainsi dans ses mémoires dès 1865 l'existence de légendes similaires à Besançon (histoire de Barthélemy Labourey) ou Paris (affaire de la rue des Marmousets). Elle émet cependant l'hypothèse, sans grand fondement, que ce bâtiment abrita un jeu de paume auquel on aurait simplement ôté la verrière.